# Städtische Universität Shimonoseki

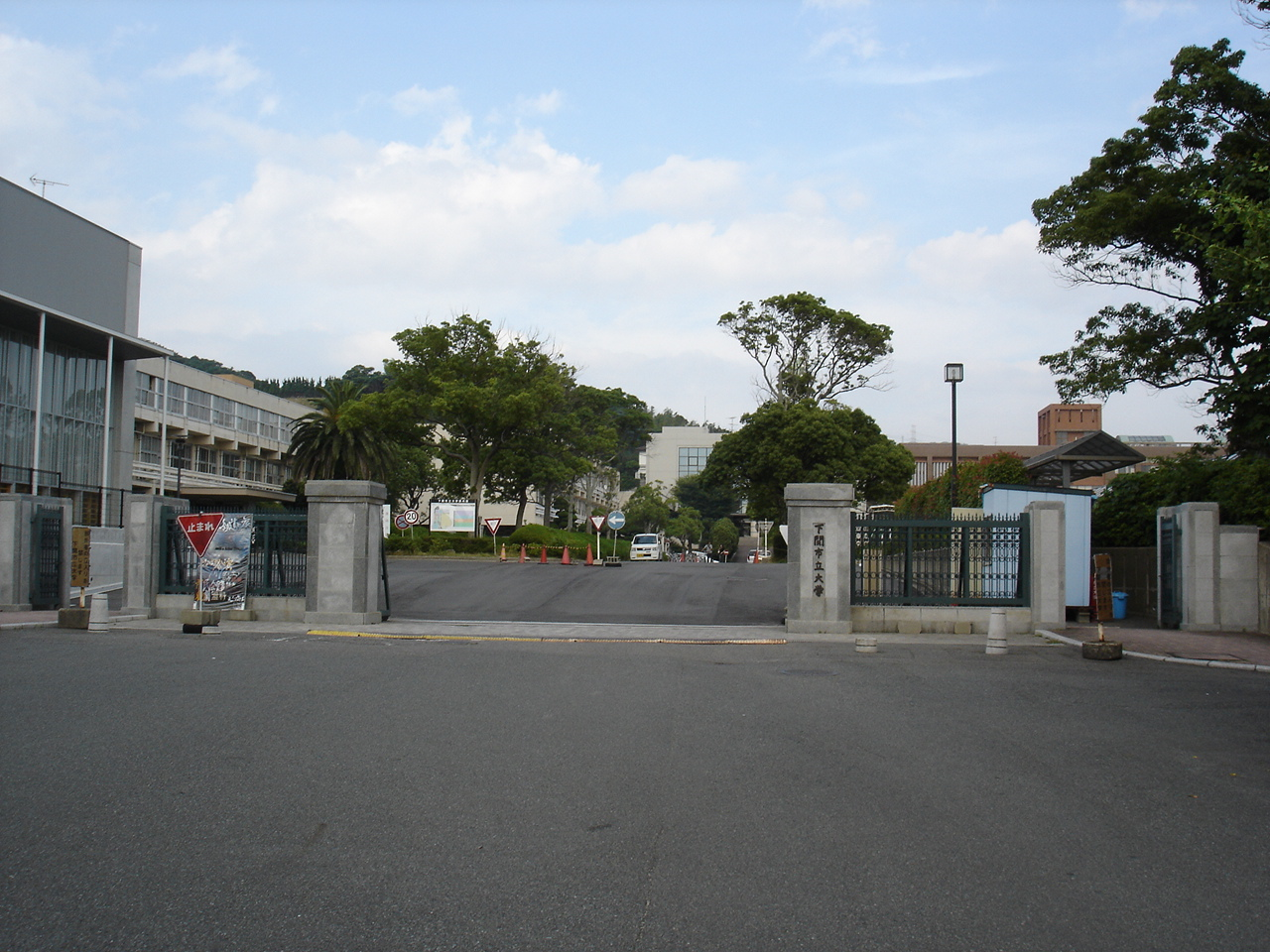
Haupttor

Die Städtische Universität Shimonoseki (jap. 下関市立大学, Shimonoseki-shiritsu daigaku, kurz: Shidai 市大) ist eine städtische Universität in Japan. Sie liegt in Daigaku-chō, Shimonoseki in der Präfektur Yamaguchi.

## Geschichte
Die Universität wurde 1956 als Handelswissenschaftliche Kurzuniversität Shimonoseki (下関商業短期大学, Shimonoseki shōgyō tanki daigaku) gegründet. Sie war eine Abendschule für die Jugendarbeiter. 1962 entwickelte sie sich zur 4-jährigen Universität. Zuerst hatte sie nur eine Abteilung (Wirtschaftswissenschaften). Seit 1983 gibt es die Abteilung für Internationale Handelswissenschaft, 2000 die Graduate School (Masterstudiengänge). 2011 die Abteilung für Public Management.
Es gibt eine Fakultät, die aus drei Abteilungen besteht:
- Fakultät für Wirtschaftswissenschaften
  - Abteilung für Wirtschaftswissenschaften
  - Abteilung für Internationale Handelswissenschaft
  - Abteilung für Public Management